# Newton (Teksas)
Newton – miasto w Stanach Zjednoczonych, w stanie Teksas, w hrabstwie Newton. W 2000 roku liczyło 2 459 mieszkańców.